# Xã LeRoy, Quận Coffey, Kansas
Xã LeRoy (tiếng Anh: LeRoy Township) là một xã thuộc quận Coffey, tiểu bang Kansas, Hoa Kỳ. Năm 2010, dân số của xã này là 669 người.